# 워싱턴 위저즈
워싱턴 위저즈(영어: Washington Wizards)는 미국의 수도 워싱턴 D.C.를 연고지로 하는 NBA 동부 콘퍼런스 사우스이스트 디비전 소속 프로농구 팀이다. 1961년 창단 후 팀명을 6번 바꾸고, 연고지도 2번 바꿀 정도로 변화가 잦았다. 1978년 최초의 리그 우승을 달성했으며, 2001년부터 2003년까지는 복귀한 마이클 조던이 뛰었으나 두 시즌 모두 플레이오프 진출에 실패하였다.

## 역대 홈경기장

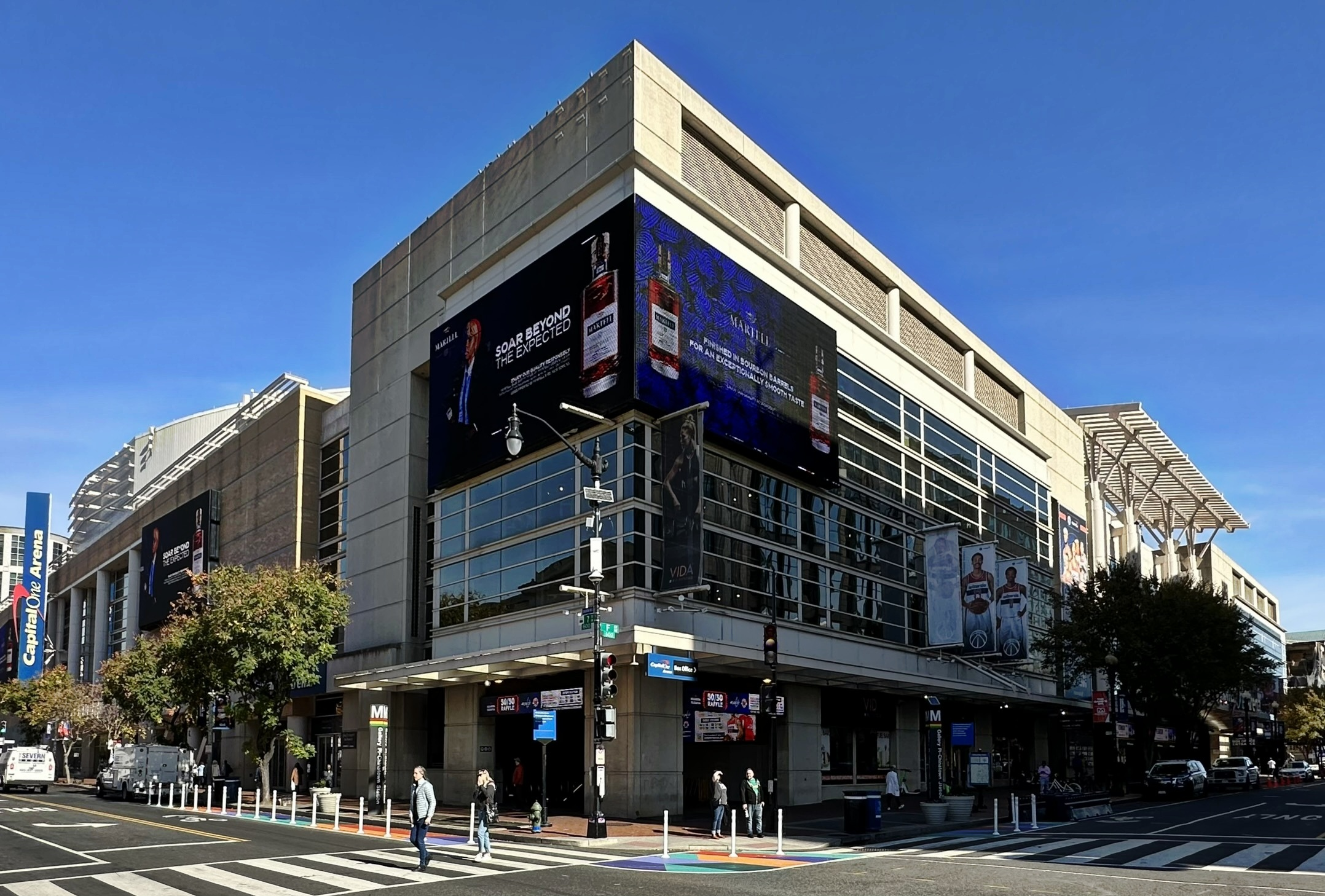
워싱턴 위저즈의 홈경기장인 캐피털 원 아레나

| 시카고 패커스                             |               |          |                       |                                                                  |
| 인터내셔널 엠피시어터                     | 1961년~1962년 | 9,000명  | 일리노이주 시카고     | 빈칸                                                             |
| 시카고 제퍼스                             |               |          |                       |                                                                  |
| 시카고 콜리시엄                           | 1962년~1963년 | 7,000명  | 일리노이주 시카고     | 빈칸                                                             |
| 볼티모어 불리츠                           |               |          |                       |                                                                  |
| 볼티모어 시빅 센터                        | 1963년~1973년 | 11,271명 | 메릴랜드주 볼티모어   | 빈칸                                                             |
| 캐피털 불리츠/워싱턴 불리츠/워싱턴 위저즈 |               |          |                       |                                                                  |
| 콜 필드 하우스                            | 1973년        | 12,000명 | 메릴랜드주 칼리지파크 | 빈칸                                                             |
| US 에어웨이스 아레나                      | 1973년~1998년 | 18,756명 | 메릴랜드주 랜도버     | 캐피탈 센터 (1973년~1993년,1998년) US에어 아레나 (1993년~1997년) |
| 워싱턴 위저즈                             |               |          |                       |                                                                  |
| 캐피털 원 아레나                          | 1998년~현재   | 20,356명 | 워싱턴 D.C.           | MCI 센터 (1997년~2006년) 버라이즌 센터 (2006년~2017년)           |

## 영구 결번
| 번호          | 이름        | 포지션 | 활동 기간     | 비고                           |
| ------------- | ----------- | ------ | ------------- | ------------------------------ |
| 워싱턴 위저즈 |             |        |               |                                |
| 6             | 빌 러셀     | 센터   | 빈칸          | NBA 최초로 전 구단 영구결번됨. |
| 10            | 얼 먼로     | 가드   | 1967년~1971년 | 빈칸                           |
| 11            | 엘빈 헤이즈 | 포워드 | 1972년~1981년 | 빈칸                           |
| 25            | 거스 존슨   | 포워드 | 1963년~1972년 | 빈칸                           |
| 41            | 웨스 언셀드 | 센터   | 1968년~1981년 | 1988년~1994년 감독             |
| 45            | 필 체니어   | 가드   | 1975년~1979년 | 빈칸                           |

## 라이벌
- 보스턴 셀틱스

## 같이 보기
- 워싱턴 캐피털스
- 워싱턴 미스틱스